# スカニメーション
『スカニメーション』は、ジェネオンエンタテインメントが2006年9月6日に発売した、アニメ主題歌のスカカヴァー曲アルバムである。タイトルは音楽のジャンルである「スカ」と「アニメーション」のかばん語である。
2007年6月27日には第2弾である『スカニメーションZ』がリリースされた。

## スカニメーション
DJ SASAが監修した、アニメ主題歌のスカ・カヴァーアルバム第1弾。あえて『ルパン三世』などのありがちな作品は外し、意表をついた曲で構成されている。
参加しているのは日本全国のスカバンド13組である。

### 楽曲
- ぼくドラえもん（ドラえもん）／ ROLLINGS
- タイムボカン（タイムボカン）／ SKA-Vibrators
- ユカイツーカイ怪物くん（怪物くん）／ mystic
- すいみん不足（キテレツ大百科）／ OVER SKA DRIVE
- ゲゲゲの鬼太郎メドレー（ゲゲゲの鬼太郎）／ ARTS
- 力石のテーマ（あしたのジョー）／ JOYRIDE
- おどるポンポコリン（ちびまる子ちゃん）／ HAKASE-SUN
- ははうえさま（一休さん）／ DJ SASA，ZAKKY feat. ARISA
- Dancing with the sunshine（キャッツ・アイ）／ THE BRASS TRIGGER
- キューティーハニー（キューティーハニー）／ クロネコリズム
- 薔薇は美しく散る（ベルサイユのばら）／ SHOW-SKA
- 銀河鉄道999（銀河鉄道999）／ DOMINO 88
- にんげんっていいな（まんが日本昔ばなし）／ ALMIGHTY BOMB JACK

## スカニメーションZ
同コンセプトのカヴァーアルバム第2弾。本作はアルバムの最初と最後に初代ジャイアン役のたてかべ和也が「オープニング宣言」「エンディングの挨拶」として参加している。ちなみに楽曲に「おれはジャイアンさまだ」があるが、こちらはたてかべが歌唱しているわけではない。

### 楽曲
- オラはにんきもの（クレヨンしんちゃん）／ Merry Squalls
- 魔女っ子メグちゃん（魔女っ子メグちゃん）／ 服部正太郎と彼のオーケストラ
- おれはジャイアンさまだ（ドラえもん）／ SKA-Vibrators
- ワイワイワールド（Dr.スランプ アラレちゃん）／ レトロ本舗
- タッチ（タッチ）／ ALMIGHTY BOMB JACK
- ロマンティックあげるよ（ドラゴンボール）／ The Brass Circus
- はじめてのチュウ（キテレツ大百科）／ OVER SKA DRIVES
- ガッチャマンの歌（科学忍者隊ガッチャマン）／ SKAFF-LINKS
- サザエさん一家（サザエさん）／ THE SPYZZ
- 魔法使いサリー（魔法使いサリー）／ MYSTIC
- 今日もどこかでデビルマン（デビルマン）／ What's Love?
- ルパン三世主題歌II（ルパン三世）／ ARTS
- 愛・おぼえていますか（超時空要塞マクロス 愛・おぼえていますか）／ SHOW-SKA